# 郭大钧
郭大钧（1934年1月23日—），男，四川泸县人，中国数学家，曾任山东大学教授、博士生导师，中国数学会理事。